# Hypoxis glabella
Hypoxis glabella là một loài thực vật có hoa trong họ Hypoxidaceae. Loài này được R.Br. mô tả khoa học đầu tiên năm 1810.